# Agostino Accorimboni
Agostino Accorimboni (Roma, 28 agosto 1739 – Roma, 13 agosto 1818) è stato un compositore italiano.
Poco si sa della vita di Accorimboni. Dopo aver studiato musica con Rinaldo di Capua debuttò come operista nel gennaio del 1768 nella città natale con Le scaltre contadine di Montegelato. Da questo momento in poi, sino al 1786, scrisse parecchie opere, tra le quali si ricordano Il marchese di Castelverde e Il regno delle Amazzoni, opera buffa che ottenne un certo successo e che fu ripresa per i palcoscenici di Bologna, Firenze, Genova e Praga.

## Opere
- Le scalte contadine di Montegelato (farsetta, libretto di A. Gatta, 1768, Roma)
- Le contadine astute (farsetta, libretto di Tommaso Mariani, 1770, Roma)
- L'amante nel sacco (farsetta, libretto di Gregorio Mancinelli, 1772, Roma)
- Le finte zingarelle (farsetta, libretto di Giovanni Battista Lorenzi, 1774, Roma)
- Il finto cavaliere (farsetta, 1777, Roma)
- La Nitteti (dramma per musica, libretto di Pietro Metastasio, 1777, Firenze)
- L'amore artigiano (intermezzo, libretto di Carlo Goldoni, 1778, Roma)
- Le virtuose bizzarre (intermezzo, 1778, Roma)
- Il marchese di Castelverde (dramma giocoso, 1779, Roma)
- Lo schiavo fortunato, o sia La marchesina fedele (intermezzo, 1783, Roma)
- Il regno delle Amazzoni (opera buffa, libretto di Giuseppe Petrosellini, 1783, Parma)
- Il governatore delle Isole Canarie (intermezzo, libretto di Caterino Mazzolà, 1785, Roma)
- Il podestà di Tufo antico, o sia Il tutore burlato (farsetta, libretto di Francesco Ballani, 1786, Roma)

## Altri lavori
- Giuseppe riconosciuto (oratorio, libretto di Pietro Metastasio, 1757, Roma
- Veni sponsa Christi per 4 voci e organo
- Ave Maria per 2 soprani, basso e organo
- Recordare virgo per soprano, basso e organo
- Altri lavori sacri minori
- Se mi lasci, infido (aria)
- Fate largo, signori (aria)
- Sinfonia in re maggiore